# Toto IV
| 전문가 평가            | 전문가 평가 |
| 평가 점수              | 평가 점수   |
| 출처                   | 점수        |
| ---------------------- | ----------- |
| AllMusic               | [ 2 ]       |
| Robert Christgau       | B−          |
| Rolling Stone          | [ 4 ]       |
| Classic Rock Revisited | B+          |
| Sea of Tranquility     | [ 6 ]       |

《Toto IV》는 미국의 록 밴드 토토의 네 번째 스튜디오 음반으로, 1982년 4월 8일, 컬럼비아 레코드를 통해 발매되었다. 이 음반의 첫 번째 싱글인 〈Rosanna〉는 빌보드 핫 100 차트에서 5주 동안 2위에 올랐고, 세 번째 싱글인 〈Africa〉는 핫 100 차트에서 1위를 기록하며 그룹의 첫 번째이자 유일한 1위 히트를 기록했다. 두 곡은 영국에서도 히트를 쳐 각각 12위와 3위에 올랐다. 네 번째 싱글인 〈I Won't Hold You Back〉도 핫 100 차트에서 10위, 《빌보드》 어덜트 컨템포러리 차트에서 3주 동안 1위를 기록하며 상위 10위 안에 들었고, 영국에서도 40위권 안에 들었다. 〈Africa〉의 성공 덕분에 이 음반은 1983년 초, 대서양 양쪽에서 모두 상위 10위권에 재진입했다.
《Toto IV》는 1983년에 그래미 어워드에서 올해의 앨범상, 밴드의 올해의 프로듀서상, 그리고 〈Rosanna〉로 올해의 레코드상을 포함한 세 개의 그래미 어워드를 수상했다. 음반은 발매 직후 미국 빌보드 200 차트에서 4위에 올랐다. 또한 캐나다, 오스트레일리아, 뉴질랜드, 네덜란드, 이탈리아, 노르웨이, 영국, 일본 등 여러 나라에서 상위 10위 안에 들었다. 이 음반은 2014년까지 원래의 베이시스트인 데이비드 헌게이트가 참여한 마지막 토토 음반이었으며, 그가 밴드에 다시 합류한 것은 2015년 음반 《Toto XIV》에서였다. 헌게이트는 음반 녹음 후 마이크 포카로로 대체되었고, 또한 원래의 리드 보컬인 보비 킴벌이 참여한 마지막 음반이었다. 킴벌은 1998년에 복귀했으며, 그가 참여한 음반은 1999년 발매된 《Mindfields》이다.

## 배경
그들의 자체 타이틀 데뷔가 성공한 후, 토토는 그들의 다음 두 음반인 《Hydra》와 《Turn Back》에서 성공을 지속하기 위해 애썼다. 그 밴드는 컬럼비아 레코드에서 심한 압력거나 레이블에서 떨어뜨리는 것의 위험에 다음 복구와 함께 히트 음반을 전달하기 위해 받고 있었다.
이 밴드는 그들의 첫 음반에 성공하도록 도왔던 공식으로 돌아갔고, 많은 다양한 장르의 음악을 다룬 음반을 가지고 있었다. 그들은 또한 많은 외부 음악가들을 활용해서 그 사운드가 과거 음반들보다 더 세련되고 풍성한 느낌을 줄 수 있도록 도와주었다.
이 녹음은 1981년과 1982년 동안 여러 달이 걸렸고, 이 밴드는 평균 녹음 예산보다 훨씬 더 많이 허용되었다. 대부분의 밴드가 하나의 24트랙 레코더를 사용하고 있던 시기에 토토는 동시에 3개의 개별 24트랙 레코더를 사용했다. 24트랙 레코더는 최대 69개의 개별 트랙을 동시에 허용하는 컴퓨터화된 SMPTE 타임코드 시스템과 연결되었다.
이번 음반은 토토의 오리지널 라인업으로 마지막 음반이었다. 음반 녹음 도중 내슈빌로 이사한 데이비드 헌게이트는 가족과 더 많은 시간을 보내기 위해 밴드를 떠났다. 2년 후, 그들의 후속 음반의 녹음을 시작하기 전에, 보비 킴볼은 그의 목소리를 손상시키는 마약 문제로 인해 밴드에 의해 해고되었다.
밴드는 마이클 잭슨의 《Thriller》 음반 제작을 돕고 같은 해 시카고의 컴백 음반 《Chicago 16》에 대한 공동작업을 하기 위해 음반 발매 후 순회공연을 연기했다.

## 커버 아트
필립 개리스의 원래 《Toto》 음반의 엠블럼은 이번 음반이 네 번째 음반이었기 때문에 네 개의 링으로 업데이트되었다. 검 손잡이 주위의 새롭고 잘 닦인 링은 그들의 최신 작업을 나타냈다. 각 링은 조금 더 닳고 몇 개의 칩이 생겼으며, 이는 밴드의 이전 음반들을 상징했다.

## 곡 목록
| #  | 제목                      | 작사·작곡       | 리드 보컬                                     | 재생 시간 |
| -- | ------------------------- | --------------- | --------------------------------------------- | --------- |
| 1. | 〈Rosanna〉               | 데이비드 페이치 | 스티브 루카서 (벌스)와 보비 킴볼 (프리코러스) | 5:32      |
| 2. | 〈Make Believe〉          | 페이치          | 킴볼                                          | 3:43      |
| 3. | 〈I Won't Hold You Back〉 | 루카서          | 루카서                                        | 4:56      |
| 4. | 〈Good for You〉          | 킴볼, 루카서    | 킴볼                                          | 3:18      |
| 5. | 〈It's a Feeling〉        | 스티브 포카로   | S. 포카로                                     | 3:06      |

| #   | 제목                      | 작사·작곡                   | 리드 보컬                     | 재생 시간 |
| --- | ------------------------- | --------------------------- | ----------------------------- | --------- |
| 6.  | 〈Afraid of Love〉        | 루카서, 페이치, 제프 포카로 | 루카서                        | 3:52      |
| 7.  | 〈Lovers in the Night〉   | 페이치                      | 페이치                        | 4:27      |
| 8.  | 〈We Made It〉            | 페이치, J. 포카로           | 킴볼                          | 3:56      |
| 9.  | 〈Waiting for Your Love〉 | 킴볼, 페이치                | 킴볼                          | 4:13      |
| 10. | 〈Africa〉                | 페이치, J. 포카로           | 페이치 (벌스)와 킴볼 (코러스) | 4:55      |

## 인증
| 국가                                                                                         | 인증        | 판매량/출하량 |
| -------------------------------------------------------------------------------------------- | ----------- | ------------- |
| 오스트레일리아 (ARIA)                                                                        | 2× 플래티넘 | 140,000       |
| 캐나다 (뮤직 캐나다)                                                                         | 3× 플래티넘 | 300,000^      |
| 덴마크 (IFPI Danmark)                                                                        | 골드        | 40,000        |
| 핀란드 (Musiikkituottajat)                                                                   | 골드        | 34,179        |
| 프랑스 (SNEP)                                                                                | 플래티넘    | 370,600       |
| 독일 (BVMI)                                                                                  | 플래티넘    | 500,000^      |
| 홍콩 (IFPI 홍콩)                                                                             | 골드        | 10,000*       |
| 일본 (RIAJ)                                                                                  | 플래티넘    | 346,520       |
| 네덜란드 (NVPI)                                                                              | 플래티넘    | 100,000^      |
| 영국 (BPI)                                                                                   | 골드        | 100,000^      |
| 미국 (RIAA)                                                                                  | 3× 플래티넘 | 3,000,000^    |
| *판매량을 기반으로 한 인증 · ^출하량을 기반으로 한 인증 · 판매량+스트리밍을 기반으로 한 인증 |             |               |